# Pseudoglossanthis aulieatensis
Pseudoglossanthis aulieatensis là một loài thực vật có hoa trong họ Cúc. Loài này được (B.Fedtsch.) Kamelin miêu tả khoa học đầu tiên năm 1993.